# Пештурина
Пештурина је пећина у општини Нишка Бања у југоисточној Србији. Налази се југозападно од Јелашнице и 20 km (12 mi) југоисточно од Ниша. Од почетка археолошких ископавања 2006. године у пећини откривени су артефакти из периода средњег и горњег палеолита. Остаци, идентификовани као Мустеријенска култура, датирани су из 111.000 ПС + 5.000 до 39.000 ПС + 3.000, што Пештурину чини једним од последњих преосталих неандерталских станишта. Пећина је добила надимак „Српска Атапуерка“.
У априлу 2019. године објављено је да су откривени остаци неандерталаца. То је прво откриће остатака неандерталаца у Србији. Са остацима модерних хоминида откривеним убрзо након тога, Пештурина је постала једино налазиште на централном Балкану које је сачувало остатке модерних људи и неандерталаца, са припадајућим литским индустријама, наглашавајући значај Пештурине у актуелном дискурсу о расељавању и миграцијама хоминина.

## Име
Потиче од архаичног српског назива за пећину, пештера што значи „велика пећина“. Позната је и као пећина Јелашница.

## Геологија
Пећина се налази на брду на северним падинама Суве планине на надморској висини од 330 m (1.080 ft). Улаз је оријентисан на запад; 15 m (49 ft) је широк и 3,5 m (11 ft) висок. Сама пећина је 22 m (72 ft) дугачак. На улазу се накупило камење; док матична стена штрчи изнад земље у задњем делу пећине. Пештурина је крашка пећина, смештена у горњојурским доломитима / гребенским кречњацима.
Пештурина је једна од три пећине у низу, а друге две су Мала Баланица и Велика Баланица. Сва три садрже остатке хоминида, Баланице садрже старије остатке и то 300.000 и 500.000 година. Пећине су потпуно неприступачне ни путевима ни стазама и до њих се може доћи само конопцима са јужног излаза села Сићево. Конопци се спуштају испод сеоског фудбалског терена. Пећине су закључане и отварају се само када се врше ископавања. Важност пећина постала је очигледна на прелазу у 21. век, када је ово подручје захватила локална златна грозница . Копачи злата су спавали у пећинама, користећи их као простор за биваке. Откривали су све већу количину артефаката и разних остатака, што је палеоархеологе нагнало да истражују ово подручје.

## Ископавања
Пештурина је истраживана у три наврата.
- 2006. - Истражен је задњи део пећине, где је ископан ров (или сонда). Претрагом су пронађени артефакти из касније праисторије на врху, оштрице стена и бројне кости у централном, светлобраон седименту, док је најнижи део, на дубини од 1,3 m (4 ft 3 in), процењено је да потиче из средњег палеолита. На том нивоу је достигнута матична стена па је ископавање стало.
- Током 2008. и у периоду 2010-2012. истражени су преостали одсеци. Најгушћи седименти су у близини улаза. До сада је достигнута дубина од 2 m (6 ft 7 in) а темељ још увек није погођен.[1]

## Слојеви
Стратиграфски, локалитет је подељен у четири слоја.

### Слој 1
Хумусни слој – Садржи предмете из касније праисторије.

### Слој 2
Други слој је израђен од светлобраон компактног седимента. Откривени су артефакти из горњег палеолита: сечива, неретуширана сечива, врхови са равним наслоном и комбинована оруђа. Били су карактеристични за граветијен и рани епи-граветски период. Слој је поремећен активностима глодара. Касније су житељи поравнали и прекопали терен. Као резултат тога, могу се пронаћи неки средњопалеолитски артефакти, али они не потичу из овог слоја. Остаци фауне су веома фрагментовани. Највећи број остатака месождера припада сивом вуку, док су ловине убрајају тур, коњ и алпски козорог. Пронађени су и остаци зечева, пећинске хијене, куне и јелена. Пронађено је преко 100 артефаката. Углавном су рађене од калцедона и кремена беж и смеђе боје и својом структуром указују на краткотрајно становање.

### Слој 3
Састоји се од смеђег седимента. Артефакти углавном припадају дентикулативној Мустерианској култури, из периода средњег палеолита. Прилично је поремећена у каснијим периодима, са рупама од глодара. Остаци фауне су бројни и углавном одговарају оној откривеној у слоју 4. Највише их има коња и турова, док су главни пронађени грабежљивци пећинске хијене. Остали остаци укључују зечеве, црвену лисицу, пећинског медведа, евроазијског риса, муштелиде, срне и алпског козорога. Структура артефаката пронађених у слоју највећим делом такође одговара слоју 4. Осим калцедона и кремена беж и смеђе боје, користи се и кремен сиво-зелене боје, али су најчешће алатке од кварца .

### Слој 4
Црвенкасте и растресите структуре, слој се састоји од крупнијих мрвица. У задњем делу откривени су велики фрагменти стене и седимент је тамносмеђе боје. Због тога је слој подељен на слој 4-а (црвенкаст) и слој 4-б (тамно браон), који још није у потпуности истражен. Комплекс је датован у средњи палеолит и као део шаренцијанског мустеријанског периода, са елементима квина Мустерија . Остатака фауне има много и добро су очувани. Преовлађују кости коња и ауроха код јелена и алпског козорога у мањој мери. Пронађене су и кости носорога и вунастог мамута . Остаци пећинске хијене, фрагментација костију, трагови хијенских зуба на костима и огромна количина копролита указују на то да су хијене у овом периоду биле на врху ланца исхране. Остали животињски остаци укључују евроазијског дабра, зеца, пећинског медведа, леопарда, Мустелидае и дивокозу . Откривено је преко 100 артефаката, углавном од кварца, а пронађени су и кремен и калцедон. Иако су откривени артефакти из све три фазе кречења (оштрице, оруђе, љуштење под притиском), језгра нису откривена, што значи да је оруђе највероватније направљено негде другде и потом донето у пећину.
Пронађени сисари су припадали различитим биомима (шумски, планински, степски), при чему су степске животиње биле бројније у горњим слојевима. То сугерише да је савана (са крдима коња на испаши и бушотинама); умерена шума (јелен, срна) и стеновите литице (алпски козорог, дивокоза) налазиле су се на пјешачкој удаљености од пећине. Иако су већину остатака у пећину унеле хијене, остаци великих животиња попут носорога и мамута, као и артефакти, показују да су неки остаци били настали као производ лова људи.
Велики урушавање крова у близини улаза, или могуће стене која је раздвајала две пећине, касније је означена као слој 4-ц, који још увек остаје неистражен.

### Хоминиди
Неандерталци су напредовали током последњег међуледеног периода, 130.000-70.000 ПС, иу овом периоду су живели широм Балкана. У ширем региону Пештурине докази о присуству неандерталаца откривени су на локалитетима Меча Дупка, Голема Дупка и Кременац, све у Нишкој и Лесковачкој котлини и на обронцима Радан планине.
На свим палеолитским налазиштима на централном Балкану, укључујући и Пештурину, приметно је одсуство орињаковских слојева. То указује на теорију да је до експанзије раног модерног човека у Европу дошло преко коридора Дунава, што је омогућило малим неандерталским заједницама да преживе преко 40.000 ПС у неким изолованим џеповима. На основу датирања животињских остатака и упоређивања са одговарајућим оруђем, Пештурина је прво налазиште у региону са квази-континуираним насељем од 102.000 ПС + 5.000 до 39.000 ПС + 3,000.
Априла 2019. године српско-канадски тим је објавио откриће остатака неандерталца и објавио рад у Journal of Human Evolution. Био је то изузетно очуван стални десни кутњак (назван Пес-3), пронађен међу бројним моустеријским артефактима и остацима животиња, типичним за фауну плеистоцена (коњ, европски бизон, мамут, носорог), укључујући кост са паралелним резбаријама. Изузетна очуваност и минимално трошење зуба омогућили су детаљан преглед који је потврдио морфологију неандерталца. Припадао је особи у касном детињству.
Примерак је извучен из стратиграфског слоја 4-б, најстаријег испитиваног слоја. Налаз је потврдио присуство неандерталаца на територији Србије и централног Балкана на крају стадијума морског изотопа 5-Ц. Процењена старост примерка је 102.400 ПС + 3.200, односно почетак последњег леденог доба, када је клима у области још увек била релативно блага. Током 2022. остаци су поново датирани на 111.000 ПС. Зуб је имао очуван каменац. Бактеријска ДНК, део оралног микробиома особе, је сачувана и екстрахована. Остаци откривених бактерија показали су да су у исхрани неандерталаца коришћени и месо и биљке.
Још два остатка хоминида су откривена и процењена до 2020. Један је фрагмент радијалне дијафизе (Pes-2), откривен између слојева 3 и 4, и условно приписан неандерталцима, на основу морфологије. Други је делимични атлас пршљен (Ц1), откривен у доњем делу слоја 2, који показује савремену морфологију човека. Атлас вероватно потиче из плеистоцена и повезан је са граветским скупом слоја 2. Нема доказа о упаду из холоцена. На тај начин, Пештурина је постала једино налазиште на централном Балкану са очуваним остацима савремених људи и неандерталаца, што указује на значај пећине у контексту ширења и миграција хоминида.